# Cantón de Le Russey
El cantón de Le Russey era una división administrativa francesa, que estaba situada en el departamento de Doubs y la región de Franco Condado.

## Composición
El cantón estaba formado por veintidós comunas:
- Bonnétage
- Bretonvillers
- Chamesey
- Grand'Combe-des-Bois
- La Bosse
- La Chenalotte
- Laval-le-Prieuré
- Le Barboux
- Le Bélieu
- Le Bizot
- Le Luhier
- Le Mémont
- Le Russey
- Les Fontenelles
- Longevelle-lès-Russey
- Montbéliardot
- Mont-de-Laval
- Narbief
- Noël-Cerneux
- Plaimbois-du-Miroir
- Rosureux
- Saint-Julien-lès-Russey

## Supresión del cantón de Le Russey
En aplicación del Decreto nº 2014-240 de 25 de febrero de 2014, el cantón de Le Russey fue suprimido el 22 de marzo de 2015 y sus 22 comunas pasaron a formar parte; dieciocho del nuevo cantón de Morteau y cuatro del nuevo cantón de Valdahon.